# Marienheim (Gemeinde Metnitz)
Marienheim ist eine Ortschaft in der Kärntner Marktgemeinde Metnitz mit 19 Einwohnern (Stand 1. Jänner 2024). Die Ortschaft liegt großteils (2001: 12 Gebäude, Hausnummern 1–3, 5–16, 19–22) auf dem Gebiet der Katastralgemeinde Feistritz, ein kleiner Teil (2001: 2 Gebäude, Hausnummern 4 und 17) befindet sich in der Katastralgemeinde Metnitz Land.

## Lage
Die Ortschaft liegt am östlichen Rand der Gemeinde Metnitz, am Talboden des Metnitztals, beidseits der Metnitztal-Landesstraße L62. Bei Marienheim zweigt die über die Prekova nach Straßburg ins Gurktal führende L62c (Prekova-Straße) von der L62 ab.

## Geschichte
Im Zuge der Reformen nach der Revolution 1848/49 wurden die im Bereich der Katastralgemeinde Feistritz liegenden Häuser Teil der Gemeinde Grades, die im Bereich der Katastralgemeinde Metnitz Land liegenden Häuser wurden Teil der Gemeinde Metnitz. 1973 wurden die Gemeinden Grades und Metnitz zusammengeschlossen, so dass die Ortschaft heute zur Gänze zur Gemeinde Metnitz gehört.

## Bevölkerungsentwicklung
Für die Ortschaft zählte man folgende Einwohnerzahlen:
- 2001: 14 Gebäude, 33 Einwohner[2]
- 2011: 14 Gebäude, 24 Einwohner[3]
- 2021: 13 Gebäude, 18 Einwohner, 10 Haushalte, 3 Arbeitsstätten[4]

Bei den ersten Volkszählungen wurde der Bereich der heute als Marienheim geführten Ortschaft noch zur Ortschaft Schnatten gezählt und nicht eigens ausgewiesen.

## Ortschaftsbestandteile
Im Bereich der Ortschaft befindet sich das Gasthaus Marienheim.

## Wirtschaft
Im Ort befinden sich ein Gasthaus und ein Sägewerks- bzw. Zimmereibetrieb.